# Anacampseros
Anacampseros es un género de plantas de la familia Anacampserotaceae.

## Taxonomía
Anacampseros fue descrito por Carlos Linneo y publicado en Opera Varia 232. 1758. La especie tipo es: Anacampseros telephiastrum DC.

## Especies aceptadas
A continuación se brinda un listado de las especies del género Anacampseros aceptadas hasta mayo de 2012, ordenadas alfabéticamente. Para cada una se indica el nombre binomial seguido del autor, abreviado según las convenciones y usos:
- Anacampseros affinis H.Pearson & Stephens
- Anacampseros albidiflora Poelln.
- Anacampseros alta Poelln.
- Anacampseros arachnoides (Haw.) Sims
- Anacampseros bayeriana S.A.Hammer
- Anacampseros comptonii Pillans
- Anacampseros crinita Dinter
- Anacampseros decipiens Poelln.
- Anacampseros densifolia Dinter ex Poelln.
- Anacampseros depauperata (A.Berger) Poelln.
- Anacampseros dielsiana Dinter
- Anacampseros filamentosa (Haw.) Sims
- Anacampseros fissa Poelln.
- Anacampseros gracilis Poelln.
- Anacampseros hillii G.Will.
- Anacampseros karasmontana Dinter
- Anacampseros lanceolata (Haw.) Sweet
- Anacampseros lanigera Burch.
- Anacampseros marlothii Poelln.
- Anacampseros meyeri Poelln.
- Anacampseros namaquensis H.Pearson & Stephens
- Anacampseros nebrownii Poelln.
- Anacampseros nitida Poelln.
- Anacampseros paradoxa Poelln.
- Anacampseros parviflora Poelln.
- Anacampseros pisina G.Will.
- Anacampseros retusa Poelln.
- Anacampseros rubroviridis Poelln.
- Anacampseros rufescens (Haw.) Sweet
- Anacampseros schoenlandii Poelln.
- Anacampseros scopata G.Will.
- Anacampseros starkiana Poelln.
- Anacampseros subnuda Poelln.
- Anacampseros telephiastrum DC.
- Anacampseros tomentosa A.Berger
- Anacampseros truncata Poelln.
- Anacampseros vanthielii G.Will
- Anacampseros vespertina Thulin
- Anacampseros wischkonii Dinter & Poelln.